# Pleotrichophorus artemisicola
Pleotrichophorus artemisicola är en insektsart som först beskrevs av Williams, T.A. 1911.  Pleotrichophorus artemisicola ingår i släktet Pleotrichophorus och familjen långrörsbladlöss. Inga underarter finns listade i Catalogue of Life.